# 炭素繊維強化プラスチック

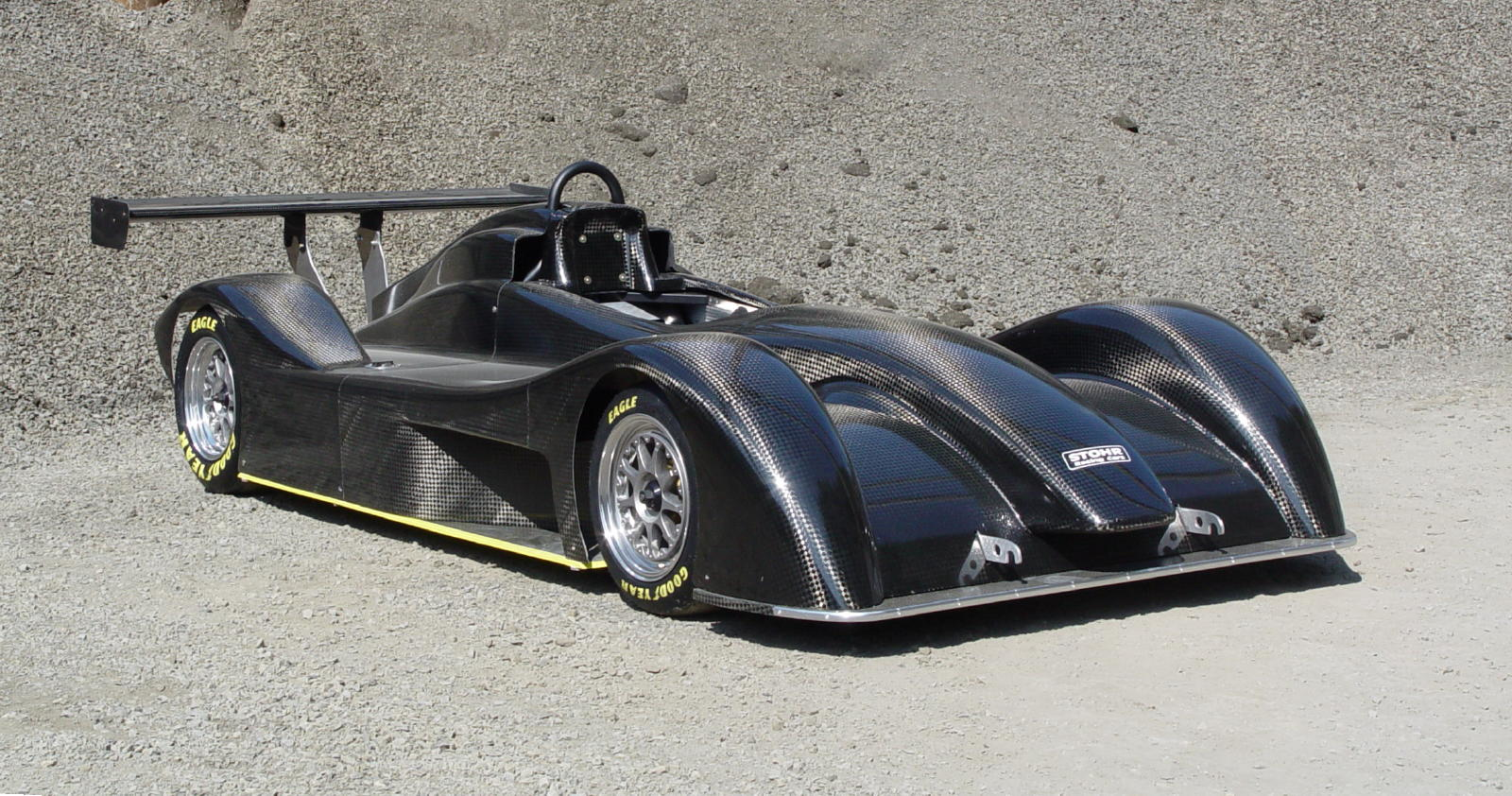
CFRPで作られたレースカー

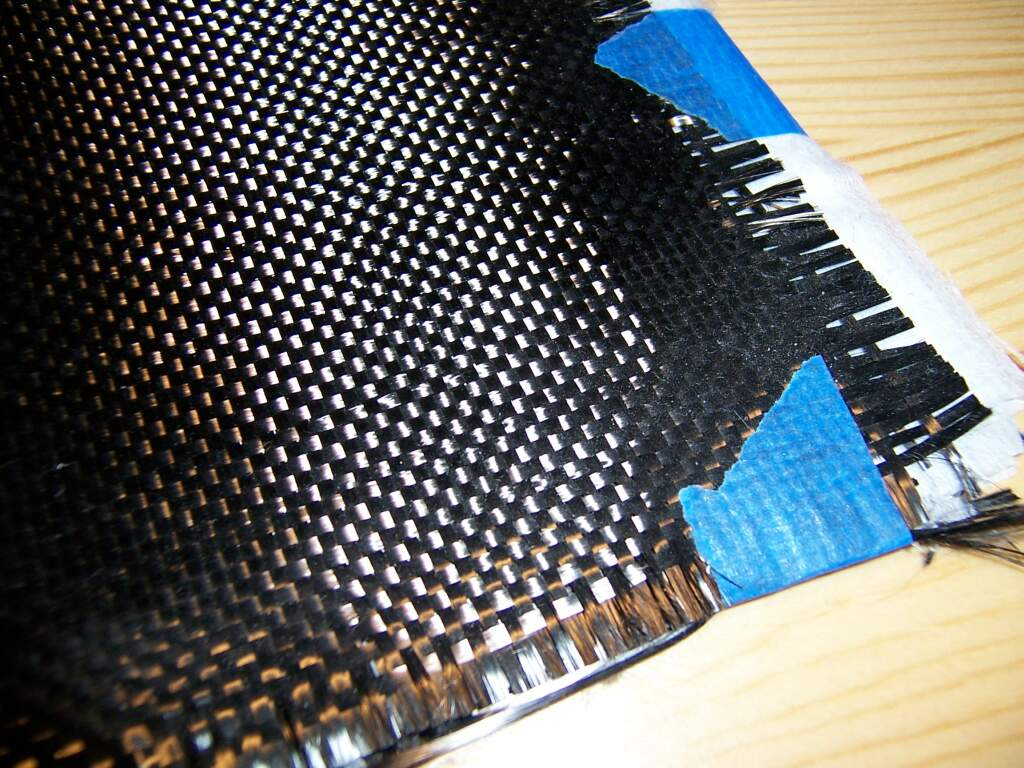
CFRP成形用炭素繊維

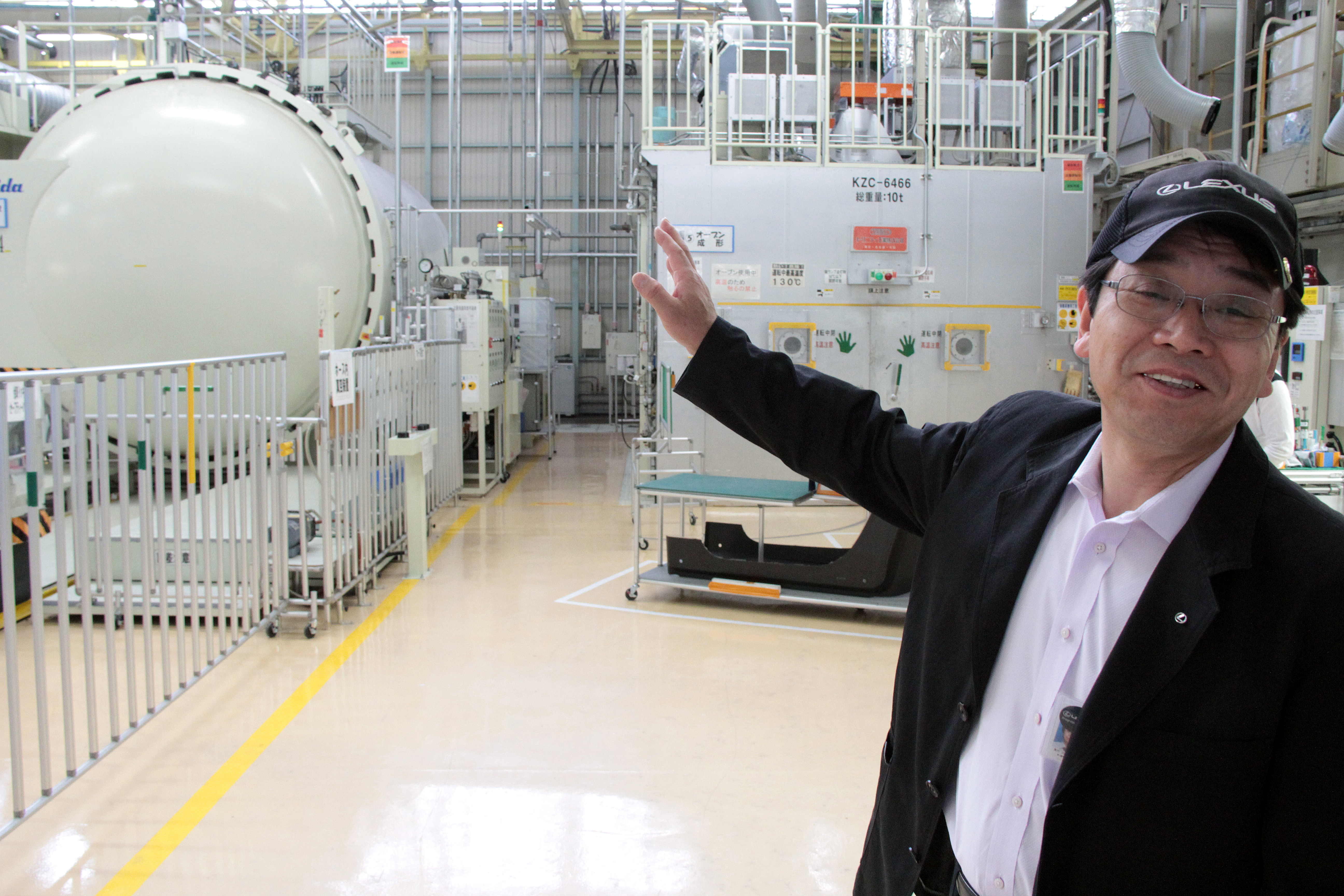
カーボン素材を加圧・加熱するためのオートクレーブ装置

炭素繊維強化プラスチック（たんそせんいきょうかプラスチック、英: Carbon Fiber Reinforced Plastics, CFRP）は、炭素繊維で樹脂を強化した複合材料である。よりなじみのある複合材料の鉄筋コンクリートで例えると、樹脂がコンクリートに相当し、炭素繊維が鉄筋に相当するものである。

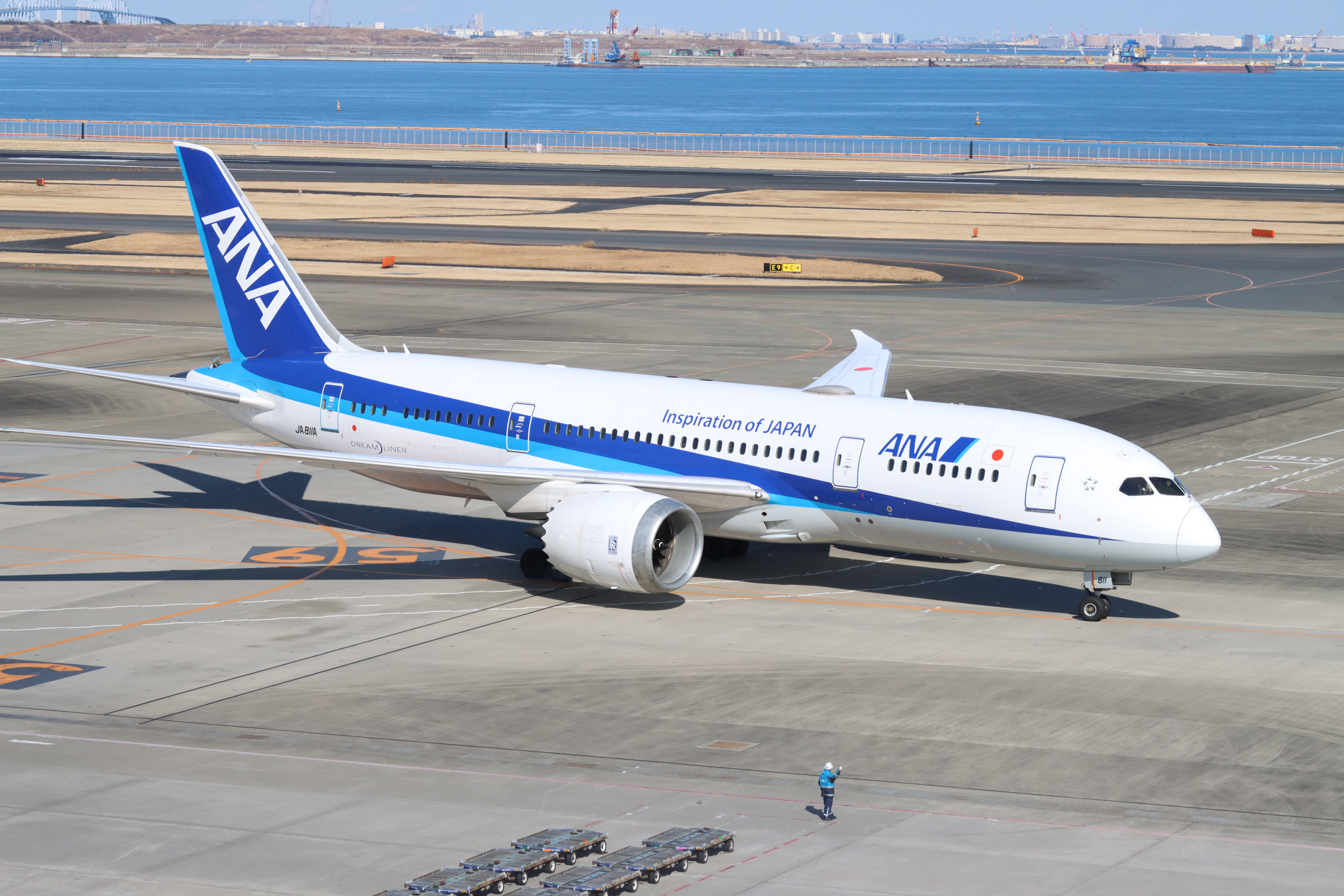
東レ製のCFRPを使用しているB787

繊維強化プラスチックの一種であり、マトリックス（母材）にはエポキシ樹脂のような熱硬化性樹脂が多く用いられるが、熱可塑性樹脂を用いるものもあり、それらを特にCFRTP(Carbon Fiber Reinforced Thermo plastics)、FRTPと呼ぶこともある。
CFRPの代表的な特性は高い強度と軽さである。CFRPによる製品は金属や樹脂のような一般的な材料よりも高価であるものの、高い比強度や剛性が求められる分野で用いられる。ゴルフクラブのシャフトや釣り竿などのスポーツ用途から実用化が始まり、1990年代から航空機、自動車などの産業用に用途が拡大しており、建築、橋梁の耐震補強などの建設分野、その他の民生品でも用途が拡大を続けている。
一部の分野ではCFRP製品のことを単に、カーボン樹脂やカーボンとも呼ぶことがある。

## ドライカーボンとウェットカーボン
製造法の違いからドライカーボンとウェットカーボンの2種類に大別される。ドライカーボンは炭素繊維と母材（マトリクス）を、あらかじめ馴染ませた部材（プレプリグなど）を型に貼り込んでいったものを真空バッグを使用して加熱しながら圧力差を利用し、エポキシを吸い出しながら圧着し硬化させる。積層プリプレグやプリプレグとハニカム材との密着性を確保するため高い性能を求める場合にはオートクレーブを使用する場合が多い。ハニカム材の圧着の必要がない場合などは、加熱と真空引きによる1気圧の圧力で施工してオートクレーブによる加圧を使用しない場合も多い。
従来、車両や航空機の構造部品など大型で極限の性能が求められる用途の場合、生産工程の多くが手作業であり準備・施工にも時間がかかり、大型で高圧のオートクレーブや類する設備が必要なことからコストが非常に高くなることに加え、CFRPが炭素繊維の方向にしか強度を発生しないために設計が難しいことから、利用用途は限られていた。近年ではプリプレグ貼り込みがハンドレイアップよりも容易で精度を高くでき少量生産に向いていることや、小型の製品であれば大型の設備でなくても対応できることから低コストで生産できるため、スマートフォンケースやモバイルPCの外装など小サイズな製品が増加している。
脱オートクレーブ成形法やマイクロ波による加熱など、新たな製造法により成形コストは低減しつつある。
ウェットカーボンは、通常のFRPと同じくハンドレイアップ・インフュージョン・RTMなどの工法で作られる。RTMやインフュージョン工法でのウェットカーボン製品は機械自動化による大量生産が可能で、自動車などに使われている.

## 特性
CFRPの特に重要な性質は、軽量であることと優れた力学的特性（強度・弾性率）であるが、それ以外にも優れた性質を多く持つ。構成するマトリックスと炭素繊維の種類、添加物（シリカ、ゴム、カーボンナノチューブ）の種類、炭素繊維の密度や繊維の向きなどによって各種物性は大きく異なる。

### 力学的特性の一例
各種特性を表す代表的な数値を示すことは難しく、ここでは一例を示すにとどまる。PAN系炭素繊維（標準弾性率）を例とする。
- 密度：1.8 g/cm3[要出典]
- 強度：4.9 MPa
- 弾性率：230 MPa
- 比強度：27.8×104 m

### 主な力学的・機械的特性
- 高い強度：引張は主に強化材の炭素繊維の、圧縮は主にマトリックスのポリマーの影響を受ける。
- 軽量：重量は概ねマトリックスのポリマーに近い値となる。
- 高い弾性率：産業用ロールや風力発電用の風車の羽根に適する。
- 振動減衰性：ロボットハンド、自動車プロペラシャフト、スポーツ用具に適する。
- 高い寸法安定性：材料選定によっては熱膨張係数をゼロに近くできることから、天体望遠鏡に適する。

### 化学的特性
- 耐腐食性：建築向け耐震補強材、水素タンク（水素脆化を起こさないことから）
- 温度や湿度：湿気は構成するポリマーに悪影響を与える（特にマトリックスと炭素繊維の界面）。材料内に拡散した水分は炭素繊維には影響を与えないが、ポリマーのマトリックスを可塑化させ、マトリックスが性質に占める割合の大きな諸性質（圧縮特性、層間せん断、耐衝撃）は変化してしまう。使用する場合の一例として、ジェットエンジンのファンブレード（エポキシをマトリックスとする）は、ジェット燃料、潤滑油、雨水を通さない、紫外線のダメージを最小限にするために、複合材部品の外部塗装が行われている。炭素繊維はアルミに接触するとアルミにガルバニック腐食を引き起こす。

### 破壊や疲労の性質
- 破壊靭性のモード：CFRPの破壊靭性は以下の法則に従う。

1. 炭素繊維とマトリックス樹脂は剥離（debonding）する。
2. 繊維脱落
3. 炭素繊維とマトリックス樹脂で層間剥離（delamination）する。

- 破壊のモード

　　エポキシ樹脂をマトリックスとしたCFRPはほとんど可塑性はない（破壊までのひずみが0.5%以下）。エポキシ系CFRPは高い強度と弾性率を示すが、破壊が急激に進展するため、破壊の予防診断や欠陥検出は非常に難しい。
- 疲労

　　CFRPは明確な疲労限度を予測できない（鉄やアルミなど一般的な材料に対しては疲労限度が予測可能である）。
　　繰り返し応力負荷による破壊については未知の部分が多く、CFRPを使用する場合は繰り返し荷重のかかる場所に対してはかなり余裕をもった使用期間を設定する必要がある。

## 適用先
最初はスポーツ用途、続いて航空宇宙、1990年代に医療用X線診断機器、自動車用圧縮天然ガスタンク、土木・建築の耐震補強、工業用ロールなどと応用先を拡大してきた。

### 航空宇宙
- 航空機：機体胴体、各種翼、ジェットエンジン低温部
- ヘリコプター、ドローン、ロケット

### 土木建築
- 耐震補強（橋脚、床版、煙突、梁）

- 軽量建材（立体トラス、屋根）

- 筋材（ケーブル、ロッド）

### 一般産業機械
- 印刷、製紙、フィルム製膜機械向けロール

- ロボットハンド

- 医療用X線診断機器（CT天板、X線カセッテ）

### エネルギー
- 風力発電、高圧送電線

- ウラン濃縮回転胴

- スーパーフライホイール（電力貯蔵）

- 海底油田掘削プラトフォーム

### 自動車
- 量産車（外板、プロペラシャフト、シャーシ）

- レーシングカー

- 圧縮天然ガスタンク

- 燃料電池車

### 輸送機器
- 鉄道の車体や台車

- 船舶の船体やマスト

### 楽器やスポーツ用品
- 楽器：バイオリンの弓、ギターのピック、ネック、ピックガード、ドラムシェル、バグパイプのチャンター、チェロ、ビオラ、バイオリン、アコースティックギター、ウクレレ

- オーディオ関係：レコードプレーヤー、ラウドスピーカー

- スポーツ：アーチェリー、三脚の脚、テントの支柱、釣り竿、ビリヤードのキュー、ステッキ、ロードバイク・タイムトライアルバイクのフレーム

### その他
- 銃器

- 歯科治療：根管治療された歯の修復にCFRP製の支柱が使用されている

- ラップトップシェルなどの高機能ケース。カーボン織布

- ホームドア：東海道新幹線・新大阪駅にて採用[4]

- 現在は3DプリンタでCFRPを造形できるものも販売されている。形状だけでなく炭素繊維の配向角度や樹脂に対する比率などもコントロールできる。

## 製造方法
CFRPの製造方法は、最終的に必要とされる形状や力学特性、外観（光沢など）、生産数量によって決定される。マトリックスに用いるポリマーによって完成品の特性は大きく変わる。

### 炭素繊維の準備
炭素繊維はポリアクリロニトリル（PAN）、レーヨン、石油ピッチなどの前駆体ポリマーから製造される。PANやレーヨンなどの合成ポリマーの場合は、前駆体を紡いでフィラメントにしたのち、物理的特性を高めるためにポリマー鎖を整列させる。フィラメントを紡ぐ際の前駆体の組織や機械的なプロセスは、メーカー各社独自のノウハウとなっている。延伸や紡績の後、フィラメントを加熱し、炭素原子以外の余分な元素を追い出し（炭化）、最終的な炭素繊維を製造する。炭素繊維はハンドリング性を向上させるためにさらに処理をされ、ボビンに巻いて出荷する。

### シートの製作
炭素繊維を糸のように使って織物シートを製作する。1方向に繊維を揃えたシートの他に、平織り、綾織などの織り方のシートも用いられる。このとき同時にシートに樹脂を含浸させておく方法と、次の成形時に樹脂を入れる方法がある。

### 成形
成形を行うメーカーでは、シート制作までが終了している炭素繊維クロス／プリプレグをメーカーから購入することが多い。
樹脂を硬化させて成形する工程では、必要とする強度や形状、生産数量に合わせて多くの方法がある。マトリックスの樹脂は高温で硬化するもの、常温で硬化するもの、熱可塑性樹脂などがあり、それによっても成形の方法は変わる。
低品位のものについては、樹脂を含浸/塗布させた炭素繊維のクロス（含浸させたものはプリプレグと呼ばれる）を金型の形状に切断したものからつくられる。高品位のものは、真空パックとオートクレーブで硬化させる。オートクレーブの代わりにエアブラダーやEPSフォームで硬化前の炭素繊維に内圧を掛ける方法もある。
強度低下の原因となるのは微小な気泡であるが、これは真空引きやプレスを用いることで解消可能である。
プレス成型法 (Compression molding)
金型にプリプレグを挟んでプレスする。高速で成形できる。寸法精度が良い。金型の加工精度が要求されるために、初期コストは高いほか、プレス機を使用するので成形品の形状が制約される。
RTM法 (Resin Transfer Mold)
プレス成型の一種。自動車メーカーのBMWは、成型の1サイクルを80秒以内とする技術を有している。形状の自由度や強度性能、成形性が課題。
ドライレイアップ法 (dry layup)
プリプレグを金型に貼りつけ、真空を引いて硬化させる。樹脂量が少なくてもピンホールが発生する場合は、オートクレーブで圧力をかけて残留ガスを排出する必要がある。
オートクレーブ法
オートクレーブ（圧力容器）を用いて、プリプレグを加熱・加圧・真空引きをしながら樹脂を硬化させる成形法。所定の形状にカットしたプリプレグを、設計された所定の位置／方向に必要枚数を積層し、フィルム内を真空化状態し、オートクレーブ内で加熱・加圧する。オートクレーブでは昇温／降温含めて約1 - 8時間程度の時間を必要とし、製造コストが高いが、材料、形状など設計の自由度が高く、CFRPの特長や性能を最も引き出しやすい製法と言える。

### 成形後の加工
炭素繊維自体が機械加工では切削しにくく、炭素繊維が不均一に分布しているCFRPは機械加工が困難である。通常の工具では摩耗が激しく面荒れを起こすため、コーティングなどを施した専用の工具を用いる。
また、近年では非接触な加工としてレーザ切断が研究されている。超短パルスレーザを用いた加工や、ナノ秒レーザを用いた加工など様々なレーザを用いた加工方法が研究されており、数値シミュレーションによる現象の把握も進んでいる。

## ライフサイクル
CFRPを構成する樹脂は太陽光で劣化するが、遮光すれば長い耐用年数を持つ。
- 分解：ビニール（PVCまたはポリ塩化ビニル）やその他のハロゲン化ポリマーを含まない場合、CFRPは製油所の無酸素環境で容易に熱分解が可能である。

- 再利用：CFRPを低温で粉砕・破砕し、炭素繊維を再生利用する。繊維が極端に短くなってしまうが、強度をあまり必要としない用途で活用が可能（例：ノートパソコンなどの家電製品）。